# デンマーク人の事績

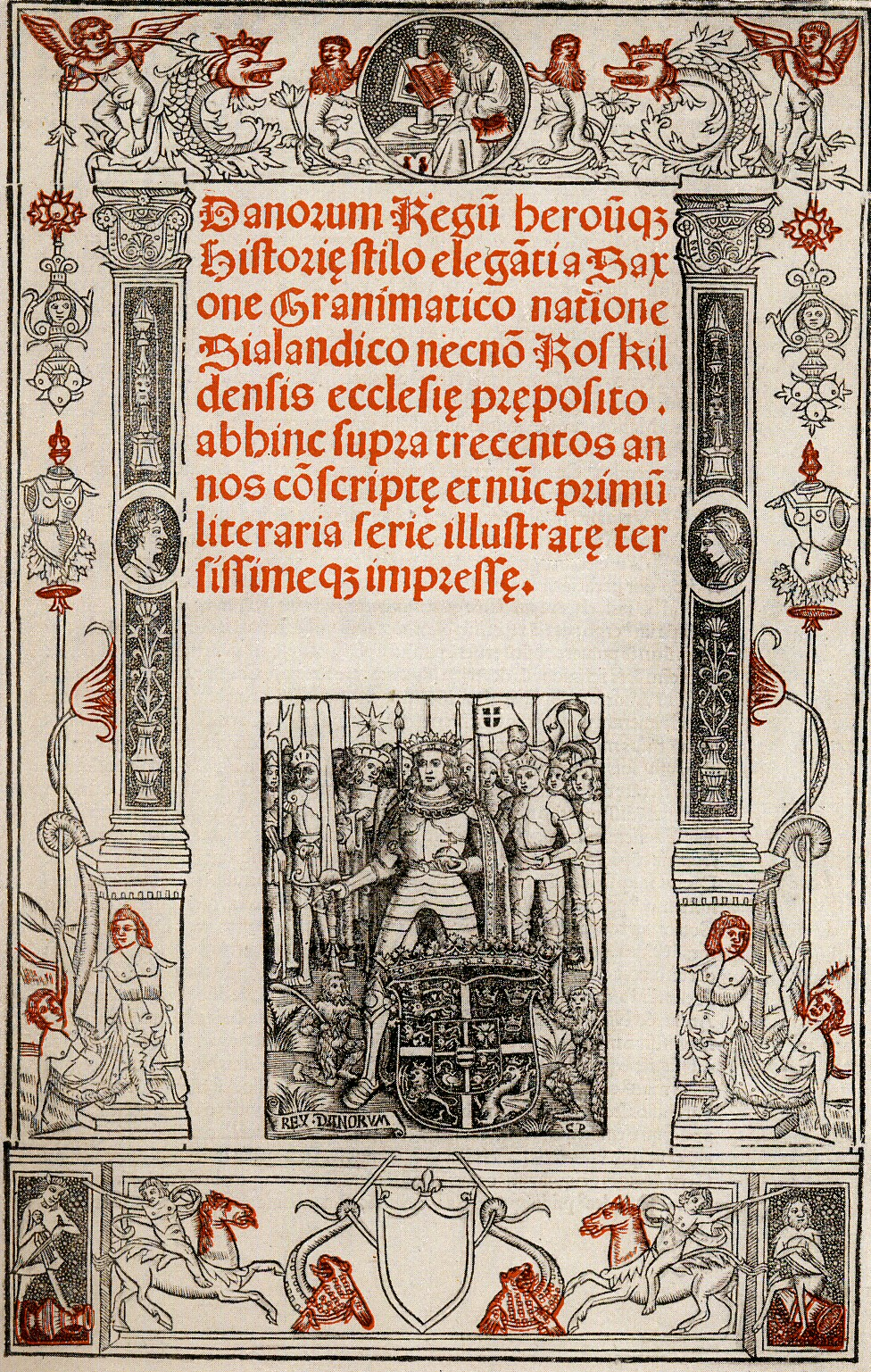
クリスチャン・ピーダセンによって1514年にパリで出版された、『デンマーク人の事績』の表紙。

『デンマーク人の事績』（デンマークじんのじせき、デーン人の事績、デーン人の事蹟、ゲスタ・ダノールム、Gesta Danorumとも）は、12世紀にサクソ・グラマティクスによって書かれた、デンマークの歴史に関する記録である。

## 概要
『デンマーク人の事績』はサクソの上司であった大司教アブサロンの依頼によって書かれたものであり、神話時代から12世紀後半までのデンマークの歴史についてまとめられている。主にラテン語の散文で書かれているが、補説として詩が挿入されている部分もある。
全16巻から構成されているが、大きく2つの部分に分けることができる。すなわち、北欧神話について語っている部分（1巻から9巻）と、中世デンマークの歴史について語っている部分（10巻から16巻）である。
前半9巻の中で言及されているそれぞれ出来事がいつ起こったかについては不確定だが、5巻にある記述からある程度推し量ることができるといわれている。9巻はゴーム老王に関する記述で締めくくられている。14巻にはリューゲン島の寺院に関する記述も含まれている。最後の3巻（14巻から16巻）は、デンマークによるバルト海南岸の征服やスラヴへの反撃について語られており、西スラヴ人（ポラーブ族やポメラニア族）の歴史や、異教徒であるスラヴ人の信仰を知るための貴重な資料となっている。

## 年代特定
この書物が書かれたのはいつごろなのか、そしてどんな順番で書かれたかについては、しばしば歴史的解釈の論点となる。
多くの書籍はこれが厳密にいつ書かれたかについて論じているが、おおよその共通認識として「1208年以降に成立したものである」というものがある。最終巻である16巻の最後に書かれているのは、1186年のクヌーズ6世によるボギスラフ1世（Bogislaw I）領ポメラニアの征服である。しかし、アブサロンの次代の大司教アンダース・スネソン（Anders Sunesen）による序文において、1208年のデンマークによるエルベ川以北地域の征服について言及されている。
14巻は、1178年のアブサロンの大司教への任命に関する記述で締めくくられており、14巻全体の4分の1近くを占めている。1178年当時の王であったヴァルデマー1世に関する記述よりも、アブサロンに関する記述の方に大きな比重が置かれており、この巻が最初に書かれた巻であると捉えられている。15巻と16巻は、その後ヴァルデマー1世の晩年とクヌーズ6世の即位について記述するために増補されたものである。
その次に11巻から13巻が書かれたと信じられている。スヴェンド・アーゲセン（Svend Aagesen）は自身が書いたデンマークの歴史書『Brevis Historia Regum Dacie』（1186年頃）の中で、サクソが「父祖たる王と彼の息子たち」（おそらく11巻から13巻に書かれているスヴェン2世のことであろう）について書くことを決めた、とはっきり述べている。
また、16巻の最後に書かれている出来事（1186年）と、序文に書かれている出来事（1208年）との間に22年間の差があることから、始めの10巻（1巻から10巻）は最後に付け加えられたと考えられている。

## 出版
実は、サクソが書いた元々の原稿は、4枚の断片（『アンガース断章』(Angers Fragment)、『ラッセン断章』(Lassen Fragment)、『カール・ラスムセン断章』(Kall-Rasmussen Fragment)、『プレスナー断章』(Plesner Fragment)）を除いて失われてしまっている。その中でも最も大きい断片である『アンガース断章』は唯一サクソの手によって書かれたものと証明されているが、その他の断片は1275年頃の写しであると考えられている。これらは全てコペンハーゲンの王立図書館に収蔵されている。
現在私たちが手にしているテキストは、クリスチャン・ピーダセン(Christiern Pedersen)の働きによるものである。ピーダセンはパリで働いていたデンマーク人の翻訳者であったが、1510年から1512年にかけて残されたサクソの原稿の写しを求めてデンマーク中を探し回り、そのころからすでに失われていたものを除いてほとんど全てを回収した。それまでは、『Compendium Saxonis』（英語版）と呼ばれる『Chronica Jutensis』（英語版）（1342年頃）にある概要が、サクソが書いた書物に関する最大限の知識であった。『デンマーク人の事績』（Gesta Danorum）という名前も、この概要に由来する。サクソ自身がどのような名を冠していたかについては未だ分かっていない。ペダーセンは最終的にルンドの大司教ビルガー・グンナーセン(Birger Gunnersen)のところで写本を発見した。彼はそれを快くピーダセンに貸し与え、ピーダセンは印刷業者ヨードクス・バディウス(Jodocus Badius)の助けを借り、1514年5月15日にパリで『Danorum Regum heroumque Historiae』という書名で出版した。今日『デンマーク人の事績』の最も古い完全版として知られているのは、このピーダセンによるラテン語版である。

## 影響
『デンマーク人の事績』は、ウィリアム・シェイクスピアの悲劇『ハムレット』の基になったとされている。『ハムレット』は『デンマーク人の事績』の3巻から4巻で語られているデンマークの王子の物語と酷似しており、また主人公「ハムレット」(Hamlet)の名前は『デンマーク人の事績』における主人公「アムレート」（Amleth、英語版）のアナグラムと考えられている。
『デンマーク人の事績』では以下のような話となっている。まずオーウェンディル(Orvendil)とフェンギ(Fengi)という2人の兄弟が登場する。彼らはデンマーク王ロェリック・スリュンゲボンド(Rørik Slyngebond)からユトランドを譲り受ける。まもなく、オーウェンディルはロェリックの娘ゲルータ(Geruth)を娶る。アムレートは彼らの長子であり、また一人子でもあった。フェンギは彼らの結婚に憤慨し、そしてまたユトランドの支配権を一人で握るために、オーウェンディルを殺す。短い喪ののち、フェンギはゲルータを娶り、ユトランドの単独支配を宣言する。
この悪行を知っていたアムレートは、身を守るために愚鈍を装う。馬に乗るにも尻に向かって座り、尻尾を手綱にした。母親との会話を盗み聴こうとスパイが送られたが、アムレートはそれと察し、スパイを殺し小間切れにして排水溝に捨てる。フェンギは手を汚さず片をつけようと、アムレートをブリタニア王のもとに送り、彼を殺すように依頼した書簡を家来に持たせる。アムレートはその手紙を夜の間に家来を殺してくれるようにと書き換える。アムレートの聡明さに気づいたブリタニア王は娘を妻として彼に与える。一年の後帰国したアムレートは自分の葬式に汚物まみれで出席して会食者を笑わせる。一同に酒を勧めて泥酔させたあと、広間に火を放って皆殺しにする。そして守りのいなくなったフェンギの寝室に赴き復讐を遂げる。
しかしブリタニア王とフェンギとの間には盟約があった。妻を亡くしたばかりだったブリタニア王は、気に入らぬ求婚者を処刑してしまうというスコットランド女王に結婚を申し込むという危険な使節にアムレートをたてる。ところが、女王は勇名馳せるアムレートと結婚する。帰還したアムレートはブリタニア王と交戦し、王を戦死させる。アムレートは二人の妻を連れてユトランドに帰国する。

## 刊本

### ラテン語版
- Christiern Pedersen, published 1514, title: Danorum Regum heroumque Historiae
- Johannes Oporinus, published 1534, title: Saxonis Grammatici Danorum Historiae Libri XVI
- Philip Lonicer, published 1576, title: Danica Historia Libris XVI
- Stephan Hansen Stephanius, published 1645, title: Saxonis Grammatici Historiæ Danicæ Libri XVI
- Christian Adolph Klotz, published 1771, title: ?
- Peter Erasmus Müller, published 1839, title: Saxonis Grammatici Historia Danica
- Alfred Holder, published 1886, title: Saxonis Grammatici Gesta Danorum
- Jørgen Olrik & Hans Ræder, published 1931, title: Saxonis Gesta Danorum
- Karsten Friis-Jensen, published 2005, title: Gesta Danorum ISBN 978-87-12-04025-5

### デンマーク語訳
- Christiern Pedersen, never published ca. 1540, Lost
- Jon Tursons, never published ca. 1555, Lost
- Anders Sørensen Vedel, published 1575, title: Den Danske Krønicke
- Sejer Schousbölle, published 1752, title: Saxonis Grammatici Historia Danica
- Nicolai Grundtvig, published 1818-1822, title: Danmarks Krønike af Saxo Grammaticus
- Frederik Winkel Horn, published 1898, title: Saxo Grammaticus: Danmarks Krønike
- Jørgen Olrik, published 1908-1912, title: Sakses Danesaga
- Peter Zeeberg, published 2000, title: Saxos Danmarkshistorie ISBN 87-12-03496-7 (complete) ISBN 87-12-03534-3 (vol 1) ISBN 87-12-03535-1 (vol 2)

### 英語訳
- Oliver Elton, published 1894, title: The First Nine Books of the Danish History of Saxo Grammaticus
- Peter Fisher, published 1979-1980, title: Saxo Grammaticus: The History of the Danes
- Eric Christiansen, published 1980-1981, title: Saxo Grammaticus: Danorum regum heroumque historia, books X-XVI
- William F. Hansen, published 1983, title: Saxo Grammaticus and the life of Hamlet

### ドイツ語訳、スペイン語訳、イタリア語訳
- Hermann Jantzen, published 1900, title: Saxo Grammaticus. Die ersten neun Bücher der dänischen Geschichte
- Ludovica Koch & Maria Adele Cipolla, published 1993, title: Sassone Grammatico: Gesta dei re e degli eroi danesi
- Santiago Ibáñez Lluch, published 1999, title: Saxo Gramático: Historia Danesa
- Андрей Досаев, published 2017, title: Саксон Грамматик. Деяния данов

### 日本語訳
- 谷口幸男、『デンマーク人の事績』、東海大学出版会、1993年、ISBN 978-4486012245。- 1巻から9巻までの抄訳。10〜16巻部分は未収録。